# Liga de Fútbol Profesional Boliviano 2013/2014
Liga de Fútbol Profesional Boliviano 2013/2014 är den 37:e säsongen av den bolivianska högstadivisionen i fotboll. Mästerskapet kvalificerar lag till Copa Sudamericana 2014, Copa Libertadores 2014 och Copa Libertadores 2015.

## Kvalificering för internationella turneringar
- Copa Libertadores 2014 (tre platser - säsongen 2013/2014 kvalificerar enbart 1 lag)
  - Vinnare av Torneo Apertura: The Strongest
- Copa Sudamericana 2014 (fyra platser - säsongen 2013/2014 kvalificerar enbart 3 lag)
  - Tvåa av Torneo Apertura: Jorge Wilstermann
  - Trea i Torneo Apertura: Nacional Potosí
  - Fyra i Torneo Apertura: Universitario
- Copa Libertadores 2015 (tre platser)
  - Vinnaren av Torneo Clausura: Universitario
  - Tvåa i Torneo Clausura: San José
  - Trean i Torneo Clausura: The Strongest
- Copa Sudamericana 2015 (fyra platser)
  - Fyran i Torneo Clausura: Real Potosí
  - Femman i Torneo Clausura: Bolívar
  - Sexan i Torneo Clausura: Aurora
  - Sjuan i Torneo Clausura: Oriente Petrolero

## Poängtabeller
| Nr | Lag                | S  | V  | O | F  | GM | IM | MS  | P  |
| -- | ------------------ | -- | -- | - | -- | -- | -- | --- | -- |
| 1  | The Strongest      | 22 | 14 | 3 | 5  | 47 | 27 | +20 | 45 |
| 2  | Bolívar1           | 22 | 13 | 4 | 5  | 50 | 21 | +29 | 43 |
| 3  | San José3          | 22 | 11 | 6 | 5  | 44 | 32 | +12 | 39 |
| 4  | Jorge Wilstermann  | 22 | 9  | 7 | 6  | 43 | 38 | +5  | 34 |
| 5  | Nacional Potosí    | 22 | 9  | 5 | 8  | 20 | 25 | −5  | 32 |
| 6  | Universitario      | 22 | 8  | 5 | 9  | 36 | 34 | +2  | 29 |
| 7  | Real Potosí        | 22 | 8  | 4 | 10 | 33 | 33 | 0   | 28 |
| 8  | Oriente Petrolero2 | 22 | 7  | 6 | 9  | 25 | 40 | −15 | 27 |
| 9  | Blooming           | 22 | 7  | 4 | 11 | 21 | 36 | −15 | 25 |
| 10 | Sport Boys         | 22 | 5  | 8 | 9  | 21 | 29 | −8  | 23 |
| 11 | Guabirá            | 22 | 6  | 5 | 11 | 27 | 37 | −10 | 23 |
| 12 | Aurora             | 22 | 3  | 7 | 12 | 32 | 47 | −15 | 16 |

| Nr | Lag               | S  | V  | O | F  | GM | IM | MS  | P  |
| -- | ----------------- | -- | -- | - | -- | -- | -- | --- | -- |
| 1  | Universitario     | 22 | 12 | 6 | 4  | 38 | 28 | +10 | 42 |
| 2  | San José          | 22 | 13 | 2 | 7  | 51 | 30 | +21 | 41 |
| 3  | The Strongest     | 22 | 12 | 4 | 6  | 40 | 32 | +8  | 40 |
| 4  | Real Potosí       | 22 | 11 | 6 | 5  | 38 | 24 | +14 | 39 |
| 5  | Bolívar           | 22 | 10 | 3 | 9  | 38 | 32 | +6  | 33 |
| 6  | Aurora            | 22 | 9  | 5 | 8  | 33 | 29 | +4  | 32 |
| 7  | Oriente Petrolero | 22 | 9  | 4 | 9  | 30 | 32 | −2  | 31 |
| 8  | Jorge Wilstermann | 22 | 7  | 6 | 9  | 25 | 32 | −7  | 27 |
| 9  | Sport Boys        | 22 | 7  | 6 | 9  | 25 | 32 | −7  | 27 |
| 10 | Guabirá           | 22 | 6  | 4 | 12 | 25 | 41 | −16 | 22 |
| 11 | Nacional Potosí   | 22 | 6  | 2 | 14 | 26 | 39 | −13 | 20 |
| 12 | Blooming          | 22 | 6  | 0 | 16 | 32 | 50 | −18 | 18 |

## Nedflyttningstabell
| Pos | Lag                    | 2012/13 P | 2013/14 P | Totalt P | Totalt S | Snitt  |
| --- | ---------------------- | --------- | --------- | -------- | -------- | ------ |
| 1   | The Strongest          | 79        | 85        | 164      | 88       | 1.8636 |
| 2   | Bolívar                | 87        | 76        | 163      | 88       | 1.8523 |
| 3   | San José               | 82        | 80        | 162      | 88       | 1.8409 |
| 4   | Oriente Petrolero      | 80        | 58        | 138      | 88       | 1.5682 |
| 5   | Universitario de Sucre | 60        | 71        | 131      | 88       | 1.4886 |
| 6   | Real Potosí            | 63        | 67        | 130      | 88       | 1.4773 |
| 7   | Jorge Wilstermann      | 58        | 61        | 119      | 88       | 1.3523 |
| 8   | Blooming               | 58        | 43        | 101      | 88       | 1.1477 |
| 9   | Sport Boys             | —         | 50        | 50       | 44       | 1.1364 |
| 10  | Nacional Potosí        | 47        | 52        | 99       | 88       | 1.125  |
| 11  | Aurora                 | 44        | 48        | 92       | 88       | 1.0455 |
| 12  | Guabirá                | —         | 45        | 45       | 44       | 1.0227 |

### Nedflyttningskval
Det näst sista laget i nedflyttningstabellen mötte tvåan av den näst högsta divisionen i ett dubbelmöte. Lagen som ställdes mot varandra var Aurora (från den högsta divisionen) och Petrolero (från den näst högsta divisionen). Dubbelmötet slutade lika, 2-2 totalt över två matcher (1-1 i båda matcherna), vilket innebar att det krävdes ett omspel på neutral plan. Även omspelet slutade 1-1, varför det gick till straffsparksläggning. I straffsparksläggningen vann Petrolero med 4-3 och gick således upp i högstadivisionen, medan Aurora flyttades ner. 
|             | 1 juni 2014 | Petrolero | 1 – 1   | Aurora | Estadio Defensores de Villamontes |             |
| 15:30 UTC–4 | 15:30 UTC–4 |           | (1 – 1) |        | Villamontes                       | Villamontes |
| 15:30 UTC–4 | 15:30 UTC–4 |           |         |        | Villamontes                       | Villamontes |
| 15:30 UTC–4 | 15:30 UTC–4 |           |         |        | Villamontes                       | Villamontes |

|             | 8 juni 2014 | Aurora | 1 – 1   | Petrolero | Estadio Félix Capriles |            |
| 16:00 UTC–4 | 16:00 UTC–4 |        | (1 – 0) |           | Cochabamba             | Cochabamba |
| 16:00 UTC–4 | 16:00 UTC–4 |        |         |           | Cochabamba             | Cochabamba |
| 16:00 UTC–4 | 16:00 UTC–4 |        |         |           | Cochabamba             | Cochabamba |

|             | 11 juni 2014 | Petrolero                  | 1 – 1   | Aurora | Estadio Olímpico Patria |       |
| 20:00 UTC–4 | 20:00 UTC–4  |                            | (1 – 1) |        | Sucre                   | Sucre |
| 20:00 UTC–4 | 20:00 UTC–4  |                            |         |        | Sucre                   | Sucre |
| 20:00 UTC–4 | 20:00 UTC–4  | Straffsparksläggning 4 – 3 |         |        | Sucre                   | Sucre |